# Ciambotta
La ciambotta ou giambotta est un ragoût de légumes d'été de la cuisine du sud de l'Italie. Le plat a différentes orthographes régionales, ; il est connu sous le nom de ciambotta ou ciambrotta en Calabre et ailleurs,, ciammotta en Basilicate et en Calabre, cianfotta ou ciambotta en Campanie,, et dans le Latium, et ciabotta dans les Abruzzes.
La ciambotta est populaire dans tout le sud de l'Italie, de Naples au sud. Il existe de nombreuses variations individuelles et régionales de la ciambotta, mais toutes mettent en vedette des légumes d'été,,. L'aubergine italienne, la courgette, les poivrons, la pomme de terre, l'oignon, les tomates, l'ail, le basilic et l'huile d'olive sont des ingrédients courants,,. La ciambotta est le plus souvent servie comme plat principal ou à côté de viandes grillées, comme la saucisse, ou l'espadon. Elle est parfois servie avec des pâtes, de la polenta ou du riz.